# Obraz Matki Bożej Pocieszenia w Przeworsku

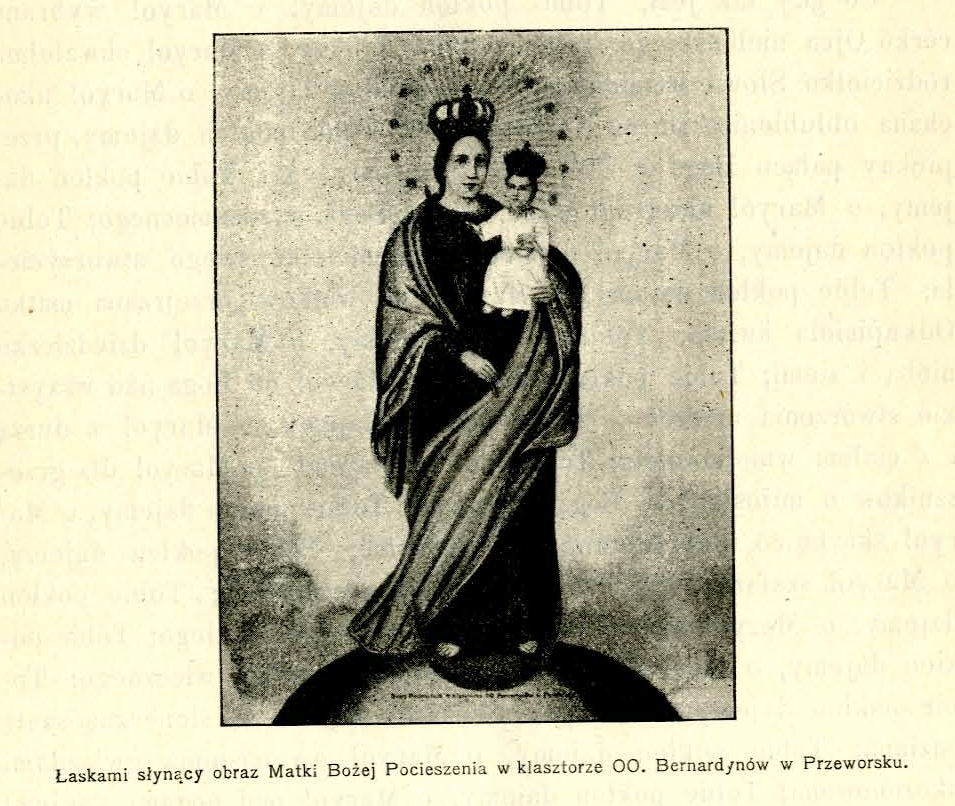
Reprodukcja obrazu Matki Bożej Pocieszenia (bez sukienek) w książce Wykład litanii loretańskiej z 1903

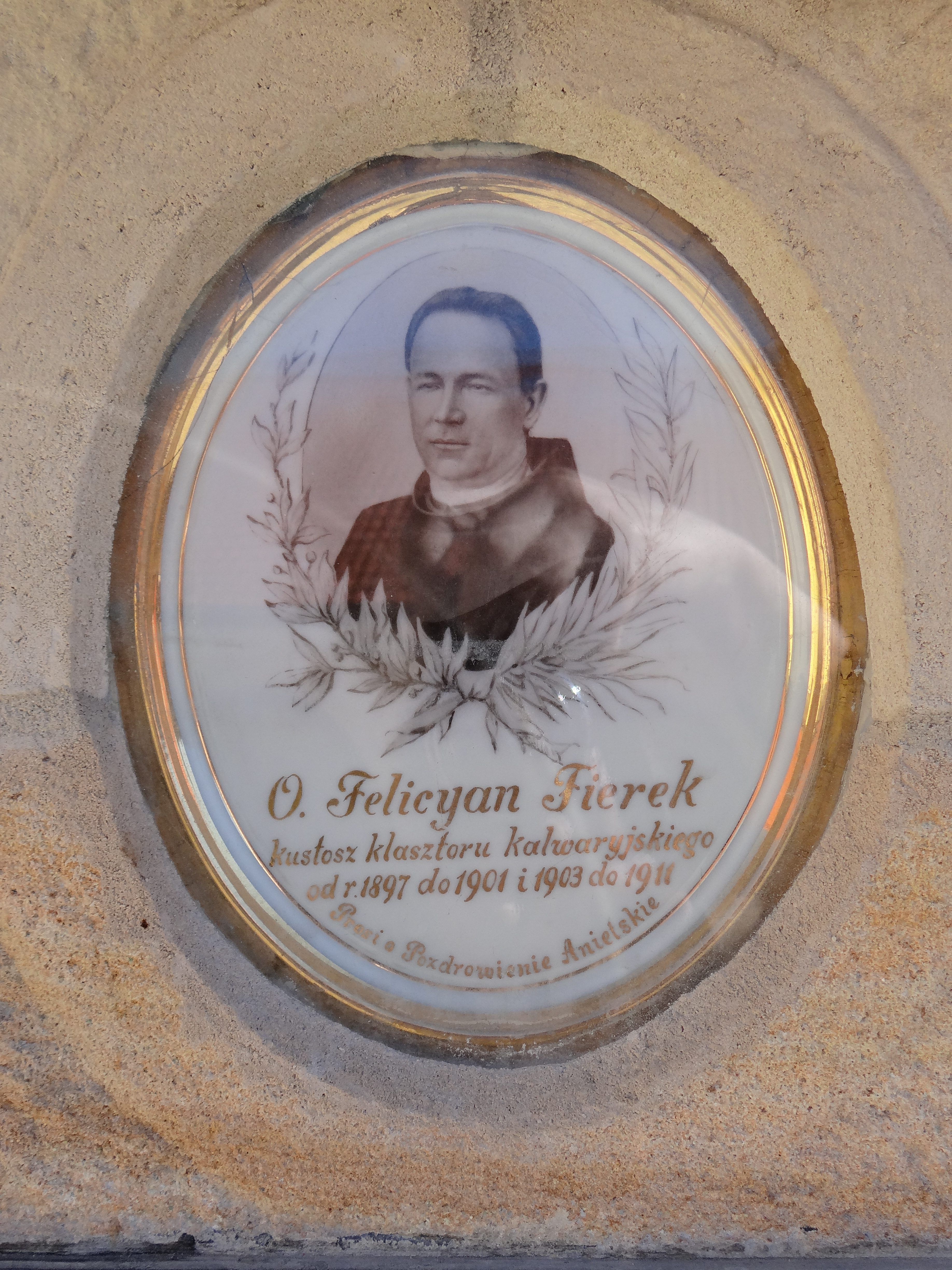
O. Felicjan Fierek (1850-1910), gwardian przeworski, odnowiciel kultu Matki Bożej Pocieszenia

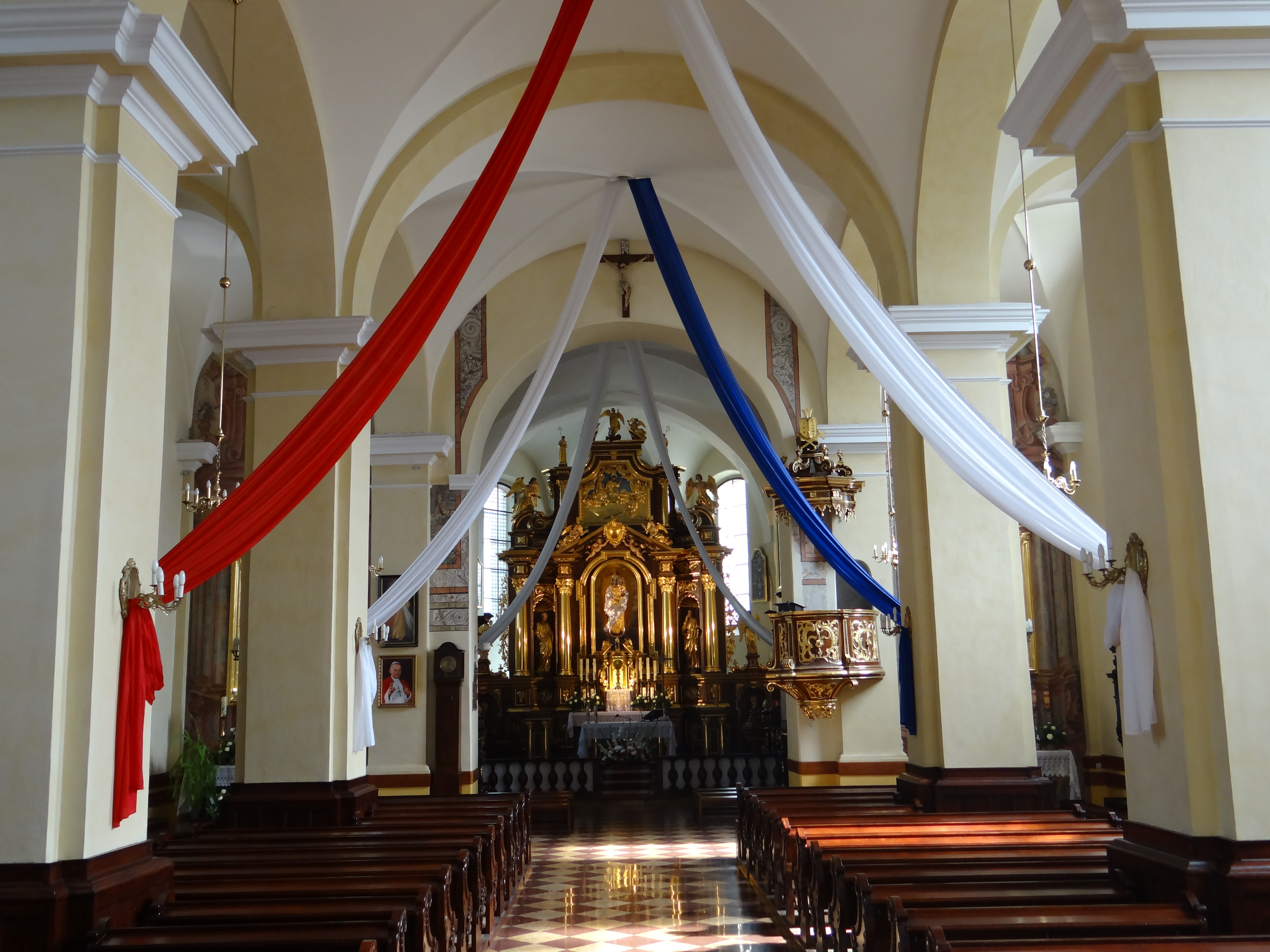
Obraz Matki Bożej Pocieszenia w ołtarzu

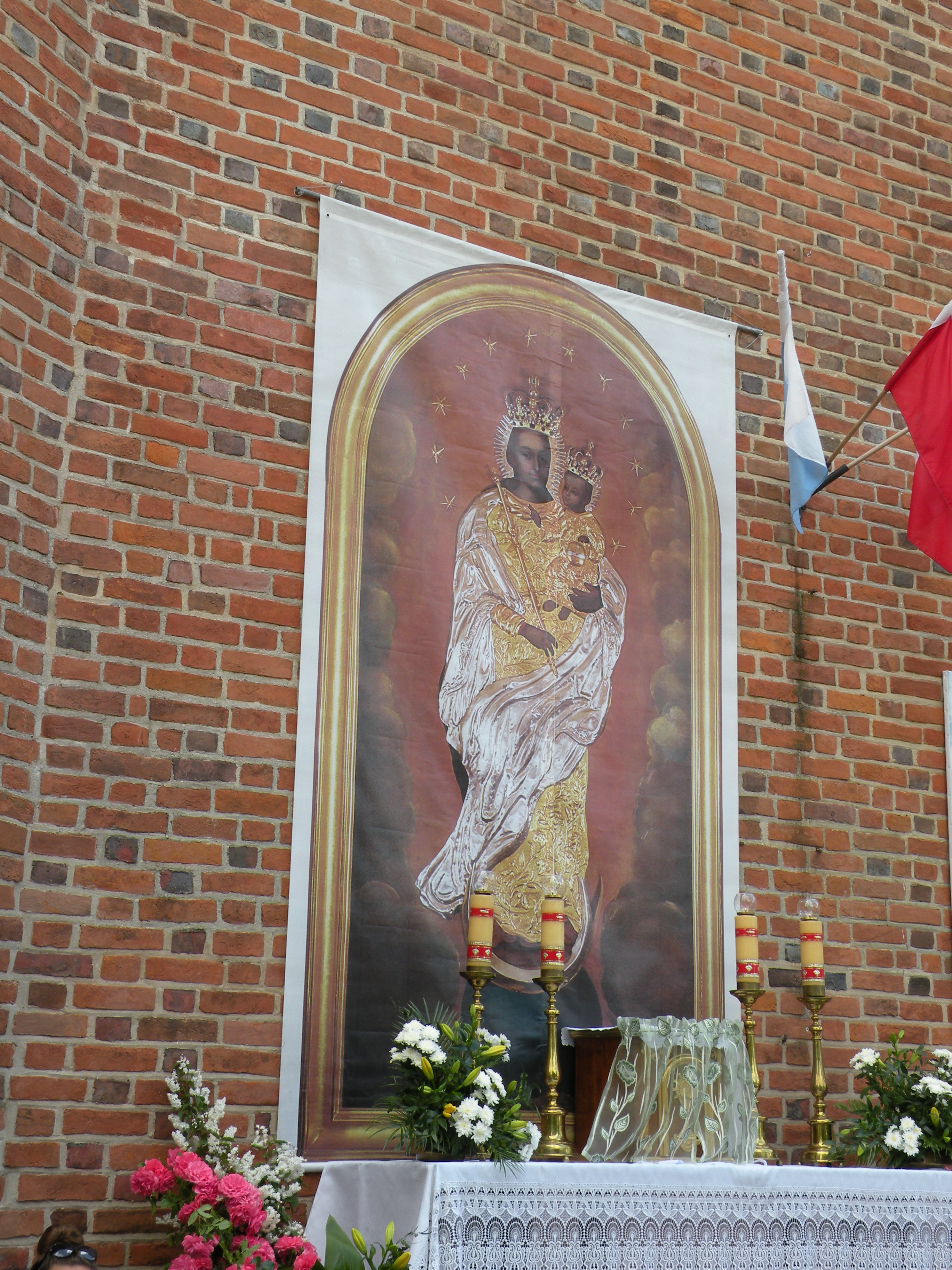
Kopia obrazu Matki Bożej Pocieszenia Przeworskiej umieszczona w ołtarzu polowym na fasadzie kościoła bernardynów w Przeworsku podczas procesji Bożego Ciała, 2017

Matka Boża Pocieszenia w Przeworsku – wizerunek Najświętszej Maryi Panny, znajdujący się w głównym ołtarzu kościoła OO. Bernardynów pw. św. Barbary w Przeworsku, pochodzący z XVII w., otoczony kultem przez katolików i uznawany za łaskami słynący.
Barokowy obraz przedstawiający Matkę Bożą z Dzieciątkiem czczony jest w kościele przeworskich bernardynów od 1613. Z okresu staropolskiego pochodzą informacje o licznych przejawach  kultu (korony, wota, sukienki). Przynajmniej od poł. XVII w. obraz jest określony jako cudowny, a od XVIII w. czczony pod nazwą „Matka Boża Pocieszenia”. Po pewnym regresie spowodowanym polityką józefinizmu, w 1896 decyzją o. Felicjana Fierka miało miejsce odnowienie kultu. W dwudziestoleciu międzywojennym o. Tadeusz Ukleja czynił starania o papieską koronację obrazu, które jednak nie zostały sfinalizowane. Od 1962 obraz znajduje się w głównym ołtarzu kościoła. Po 2015 nastąpiło wyraźnie ożywienie kultu i powrócono do idei koronacji obrazu Przeworskiej Madonny, która odbyła się 8 września 2019 roku.

## Wygląd
Wizerunek Przeworskiej Maryi to obraz olejny na płótnie, o wymiarach 260 × 140 cm. Przedstawia Najświętszą Maryję Pannę w całej postaci, trzymającą na lewym ręku Dzieciątko, wznoszące dłoń w geście błogosławieństwa. Matka Boża stoi na kuli ziemskiej, wokół twarzy widnieje dwanaście gwiazd. Maryja ubrana jest w czerwoną suknię i ciemnoniebieski płaszcz, jej szyję zdobią sznury pereł, zaś Dzieciątko odziane jest w jasną tunikę. Oryginalna kolorystyka szat nie jest widoczna, gdyż obraz przykrywają dekoracyjne, blaszane sukienki z końca XIX w.
Autor obrazu nie jest znany. Dzieło powstało zapewne w kręgu barokowego malarstwa bernardyńskiego i został wykonany przez jednego z zakonników. Niegdyś autorstwo przeworskiego obrazu przypisywano o. Franciszkowi Lekszyckiemu.
Mimo że większość obrazów maryjnych powstałych w XVII w. to kopie innych dzieł, przeworska "Matka Boża Pocieszenia" stanowi niepowtarzalną realizację indywidualnej wizji autora.

## Historia kultu

### Okres staropolski
Pierwsza informacja o obrazie pochodzi z 1613 i dotyczy ufundowania przez jednego z bernardynów, o. Marka ołtarza dla Przeworskiej Maryi, więc dzieło namalowane zostało na pewno przed tą datą:

1613: Za kaznodzieystwa Oyca Marka Ołtarz Najś. Panny sprawiony iest.

Obraz znajdował się w jednym z bocznych ołtarzy kościoła przyklasztornego. Od samego początku Matka Boża w obrazie przeworskim otoczona została czcią wiernych. Dziesięć lat po instalacji w kościele, na obrazie umieszczono wotywne korony fundacji mieszczanki przeworskiej Doroty Bogusławskiej.
Już w 1647 obraz został określony jako „cudowny” w dziele o. Bernardyna Kaliskiego, „Laconicum novellae Provinciae Russiae”, dotyczącym klasztorów bernardyńskich prowincji ruskiej. Propagowanie kultu maryjnego związanego z wizerunkiem Matki Bożej Pocieszenia było istotnym elementem duszpasterstwa bernardynów, cieszących się dużą popularnością w mieście. Ta aktywność związana była z potrydencką odnową Kościoła, podkreślającą znaczenie osoby Najświętszej Maryi Panny.
Od XVII w. kościół stał się ulubionym miejscem modlitwy i pielgrzymowania, nie tylko dla mieszczan przeworskich, ale też okolicznej szlachty. Wierni doznawali tu wielu łask i odzyskiwali zdrowie dzięki wstawiennictwu Najświętszej Maryi Panny, czego świadectwem były wota umieszczane na obrazie i wokół niego.
Kult maryjny szerzyły działające przy kościele przeworskich bernardynów bractwa: Różańcowe, Szkaplerzne i Niepokalanego Poczęcia Najświętszej Maryi Panny.
W 1750 obraz udekorowano srebrną sukienkę przekazaną przez Franciszka Lisiewicza.
Tytuł Matka Boża Pocieszenia używany jest wobec Madonny z przeworskiego wizerunku przynajmniej od XVIII w.

### Pod zaborem austriackim
Polityka józefinizmu prowadzona przez władze austriackie uderzyła również w rozwój kultu Matki Bożej Pocieszenia w Przeworsku. Ograniczenia dotyczące sanktuariów maryjnych obejmowały zakaz pielgrzymek, procesji, dodatkowych nabożeństw oraz inne formy ingerowania w duszpasterstwo. Na mocy patentu cesarskiego w 1786 zarekwirowano wota i sukienki umieszczone na obrazie. Kult znacznie osłabł. Dopiero w 1896, o. Felicjan Fierek podjął się odnowienia czci wobec Matki Bożej Pocieszenia Przeworskiej. Była to forma okazania wdzięczności za uniknięcie kasaty klasztoru, co zakonnicy przypisywali wstawiennictwu Najświętszej Maryi Panny. Przeniesiono wówczas obraz do osiemnastowiecznej kaplicy przylegającej do północnej nawy kościoła.
Neobarokowy ołtarz, w którym umieszczono wizerunek Przeworskiej Madonny, wyszedł spod dłuta miejscowego snycerza Antoniego Rarogiewicza. Wokół obrazu umieszczony był fragment pieśni ku czci Matki Bożej Pocieszenia „Matko, pociesz, bo płaczemy, Matko, prowadź, bo giniemy, Matko, nie opuszczaj nas”. Wówczas to postacie Maryi i Dzieciątka udekorowano miedzianymi sukienkami i koronami. Nie odbyła się jednak oficjalna koronacja.
Świadectwem kultu z tego czasu było umieszczenie reprodukcji obrazu w wydanej w Płocku książce ks. Franciszka Jarnińskiego Wykład litanii loretańskiej.

### Dwudziestolecie międzywojenne
Sprzyjającym czasem dla rozwoju kultu w Przeworsku było dwudziestolecie międzywojenne. Cześć oddawana Matce Bożej Pocieszenia miała charakter ponadlokalny. Dlatego ówczesny gwardian, o. Tadeusz Ukleja podjął oficjalne starania o ukoronowanie obrazu papieskimi koronami. W tym celu skierował 10 lutego 1926 pismo do kurii biskupiej w Przemyślu, prosząc o zgodę na rozpoczęcie procesu koronacyjnego Matki Bożej Pocieszenia.
We wstępie zawarł motywację napisania listu:

Uważam sobie za obowiązek Jaśnie Wielmożnej i Najprzewielebniejszej Kurii Biskupiej przedstawić chwałę i cześć Matki Najświętszej w klasztorze przeworskim od wieków oddawaną w celu uproszenia łaski Kurii o wydelegowanie Duchownej Komisji, która by zbadała me słowa, wiarę ludu potwierdziła i zezwoliła na staranie się u Ojca Świętego o uzyskanie przywileju na koronację.

Prośba zakonnika podzielona została na trzy części, odzwierciedlające wymagania stawiane przed wizerunkami, mającymi zostać ukoronowanymi:
- „antiquitas cultus” — udowodnienie wielowiekowości kultu:
  - geneza kultu sięgająca początku XVII w.,
  - praktyki wotywne z lat 1623–1640 i 1750,
  - zarekwirowanie wotów przez Austriaków,
  - kult na poziomie prywatnym w czasie zaborów
  - odnowienie kultu przez o. Felicjana Fierka na prośbę wiernych w 1896,
- „copia gratiarum” — opis dziesięciu doznanych cudów i łask z lat 1903–1924, m.in.:
  - uzdrowienie sześcioletniego chłopca z Łańcuta,
  - uzdrowienie położnicy z Rudnej Wielkiej,
  - uzdrowienie z choroby umysłowej kobiety z Bud Łańcuckich,
- „concursus populi” — przedstawienie aktualnej czci ze strony wiernych:
  - informacje o odpustach,
  - akty pobożności wiernych,
  - przekonanie o cudowności wizerunku.

10 kwietnia 1926 bp Anatol Nowak odpowiedział na prośbę gwardiana, wyrażając radość z podjętej inicjatywy. Zapowiedział powołanie komisji koronacyjnej dla przesłuchania świadków. Zalecił przy tym zebranie większej ilości podziękowań za doznane łaski.
Ostatecznie starania o papieską koronację nie zostały wówczas ukończone. Jako przyczyny należy wskazać zmianę na stanowisku gwardiana przeworskiego, wielki kryzys ekonomiczny lat. 30, a wreszcie wybuch II wojny światowej.
Z dwudziestolecia międzywojennego pochodzi także założona w 1925 przez o. Tadeusza Ukleję księga łask. W rękopisie „Cuda i łaski doznane za przyczyną Matki Bożej Pocieszenia i Świętego Antoniego Padewskiego” notowano podziękowania do 1960. Oprócz świadectw wspomnianych w liście do kurii w sprawie koronacji zanotowano informacje o kilkunastu kolejnych łaskach. Najczęściej występowały uzdrowienia; dziękowano również za zgodę w rodzinie czy powrót z wojny.
W podziękowaniu czciciele składali liczne wota. Najwięcej ofiar stanowiły korale składane przez kobiety, które doświadczyły szczególnych łask.

### Po II wojnie światowej
W 1952 bp Franciszek Barda ustanowił odpust Matki Bożej Pocieszenia w Przeworsku. Datę święta wyznaczono na ostatnią niedzielę sierpnia. 26 sierpnia 1962 z inicjatywy gwardiana o. Gracjana Ożoga obraz przeniesiono z bocznej kaplicy do głównego ołtarza świątyni. Neobarokowa nastawa, wykonana przez Antoniego Rarogiewicza pochodzi z lat 1898–1900. Obraz umieszczony został w centralnej niszy, na zasuwie zaś znajduje się obraz św. Barbary. Wizerunek Przeworskiej Matki Pocieszenia flankują figury świętych Józefa i Jana Ewangelisty. Powyżej znajduje się napis „Ista est speciosa inter filias Ierusalem”, a w zwieńczeniu płaskorzeźba przedstawiająca nadanie odpustu Porcjunkuli.
W 1973 ufundowano dzwon ku czci Matki Bożej Pocieszenia Przeworskiej. Konserwacje dzieła przeprowadzano w latach 1972 i 2008.

### XXI wiek
Odrodzenie kultu Matki Bożej Pocieszenia w II dekadzie XXI w. jest zasługą o. Marcelego Gęśli, gwardiana klasztoru w latach 2011–2015. Z jego inicjatywy prowadzono badania nad historią czci oddawanej Przeworskiej Madonnie, opracowano modlitwy i pieśni oraz wprowadzono nowe nabożeństwa.
8 grudnia 2015 gwardian ogłosił wiernym zamysł wykonania Wotywnych Koron Wdzięczności za 400 lat obecności Matki Bożej Pocieszenia w kościele przeworskich bernardynów. Była to pierwsza taka inicjatywa w dziejach miasta. W krótkim czasie wierni złożyli kilkaset wotów na wykonanie koron. Darczyńcy pochodzili zarówno z Przeworska, jak i okolicznych miast i wsi, a także z zagranicy. Przy tej okazji założono nową księgę cudów, w której notowane są podziękowania za łaski doznane za wstawiennictwem Przeworskiej Maryi. 
Na prośbę gwardiana o. Kazimierza Kowalskiego abp Adam Szal powołał w 2017 komisję koronacyjną, która badała kult pod względem historycznym, liturgicznym i duszpasterskim, mając na celu doprowadzenie do koronacji obrazu Przeworskiej Matki Pocieszenia. Koronacja odbyła się 8 września 2019.